# پومس (فیلم)
پومس یا هلهله‌چی‌ها (به انگلیسی: Poms) فیلمی محصول سال ۲۰۱۹ و به کارگردانی زارا هایس است. در این فیلم بازیگرانی همچون دایان کیتن، جکی ویور، پم گریر، سلیا وستون، آلیشا بو، فیلیس سامرویل، چارلی تاهان، بروس مک‌گیل، رئا پرلمان و آفیمو آملامی ایفای نقش کرده‌اند.